# SC-435
A rodovia SC-435, anteriormente chamada de SC-431, é uma rodovia estadual de Santa Catarina. Seu primeiro trecho, a Rodovia Padre Sebastião Antônio Van Lieshout, liga Águas Mornas e São Bonifácio. O segundo trecho, a Rodovia Sílvio João de Oliveira, liga São Martinho e Gravatal. 